# Sadesjön
Sadesjön är en sjö i Arjeplogs kommun i Lappland och ingår i Umeälvens huvudavrinningsområde. Sjön har en area på 0,369 kvadratkilometer och ligger 500,1 meter över havet. Sadesjön ligger i Laisdalens fjällurskog Natura 2000-område.

## Delavrinningsområde
Sadesjön ingår i det delavrinningsområde (730399-157411) som SMHI kallar för Mynnar i Sadebäcken. Medelhöjden är 568 meter över havet och ytan är 10,76 kvadratkilometer. Det finns inga avrinningsområden uppströms utan avrinningsområdet är högsta punkten. Vattendraget som avvattnar avrinningsområdet har biflödesordning 5, vilket innebär att vattnet flödar genom totalt 5 vattendrag innan det når havet efter 376 kilometer. Avrinningsområdet består mestadels av skog (96 procent). Avrinningsområdet har 0,43 kvadratkilometer vattenytor vilket ger det en sjöprocent på 4 procent.